# Booragoon
Booragoon är en del av en befolkad plats i Australien. Den ligger i kommunen Melville och delstaten Western Australia, omkring 10 kilometer söder om delstatshuvudstaden Perth. Antalet invånare är 5 315.
Runt Booragoon är det mycket tätbefolkat, med 1 754 invånare per kvadratkilometer.. Närmaste större samhälle är Perth, nära Booragoon. 
Runt Booragoon är det i huvudsak tätbebyggt. Genomsnittlig årsnederbörd är 1 018 millimeter. Den regnigaste månaden är maj, med i genomsnitt 176 mm nederbörd, och den torraste är februari, med 9 mm nederbörd.